# 14 Dywizjon Rakietowy Obrony Powietrznej
14 dywizjon rakietowy Obrony Powietrznej (14 dr OP) – samodzielny pododdział Wojsk Obrony Przeciwlotniczej Sił Powietrznych.
Dywizjon stacjonował w  Gliwicach, podlegał dowódcy 1 Śląskiej Brygady Rakietowej Obrony Powietrznej. Z dniem 30 czerwca 2011 dywizjon został rozformowany.

## Historia
Zgodnie z rozkazem MON nr 005/Oper. z dnia 28 stycznia 1961, następnie zarządzeniem Szefa Sztabu Generalnego WP Nr 0012/Org. z dnia 9 lutego 1962 i rozkazem dowódcy 1. Korpusu OPK Nr 0030/Org. z 26 marca 1962, przystąpiono do formowania 14. dywizjonu ogniowego artylerii rakietowej w pobliżu miasta Woźniki. Koszary i mieszkania dla kadry były w trakcie budowy, w związku z tym cały stan osobowy dywizjonu mieszkał pod namiotami. Blok mieszkalny dla kadry w Kaletach oddano około 1965 roku. W tych warunkach przygotowywano się do pierwszych strzelań bojowych, które odbyły się w czerwcu 1962 roku w Aszułuku (ZSRR), kolejne w latach 1968, 1972, 1976 i 1980.
Rozbudowę inżynieryjną stanowisk ogniowych dywizjonu ukończono na przełomie lat 1967-1968.
Zasadniczym sprzętem bojowym dywizjonu do roku 1963 był PZR SA-75 Dźwina, a na początku 1986 został przezbrojony na PZR S-125M Newa, z których w roku 1988 wykonał strzelanie na poligonie w Aszułuku. Kolejne strzelania odbyły się już w Polsce, na poligonie w Ustce roku 1993 i 1996.
W czerwcu 2001 dywizjon zmienia stanowiska ogniowe w m. Przezchlebie, koszary znajdują się Gliwicach.
W 2003 roku dywizjon zostaje przezbrojony na zmodernizowany w Polsce PZR S–125 Newa-SC, z których w 2004 roku odbywa pierwsze strzelanie bojowe na poligonie w Ustce.
W roku 2005 po raz kolejny dywizjon zmienia stanowiska ogniowe. Tym razem w rejon miejscowości Toszek na stanowiska po byłym 19 dywizjonie technicznym, który przez lata był głównym źródłem zaopatrzenia 14 dywizjonu w rakiety, podczas przewidywanych realnych działań bojowych.
Decyzją Nr 129/MON Ministra Obrony Narodowej z dnia 10 kwietnia 2006 wprowadzono odznaki pamiątkową i rozpoznawczą 14 dywizjonu.

W związku ze zmianami w strukturach Sił Powietrznych, decyzją MON nr Z-37/Org./P1 z dnia 27 maja 2010 roku, następnie decyzją MON nr PF-68/Org./SSG/ZOiU-P1 z dnia 19 sierpnia 2010 roku oraz wykonawczym rozkazem Dowódcy Sił Powietrznych nr PF-211 z dnia 8 września 2010 roku zdecydowano o rozformowaniu jednostki w terminie do dnia 30 czerwca 2011. Na bazie jej środków sformowano nowy 34 dr OP w Bytomiu.

## Dowódcy
- 1962–1965 – mjr Witold Kowalski
- 1965–1967 – mjr Andrzej Nowak
- 1967–1980 – mjr Adam Sobczak
- 1980–1990 – ppłk Bernard Jędrzejewski
- 1990–2002 – ppłk Andrzej Kozak
- 2002–2004 – mjr Dariusz Stefański
- 2004–2006 – ppłk Jerzy Oleszczyk
- 2006–2006 – kpt. Paweł Barchan (cz.p.o.)
- 2006–2011 – ppłk Roman Janiszewski